# 新聞主播
新聞主播是對新聞節目主持人及播報員的合稱，通常指的是在電視台、電台或互聯網等電子媒體的新聞頻道上，每節新聞報導時段的播報工作。不同國家對新聞主播的定義或身份階級有所分別。

## 词源
主播的英文詞「anchor」，字典裡的意思是用來固定船身，免被大浪沖走的錨。而在美國，「anchor」這詞常用於描述一群人當中的最突出的一位成員。
1952年，美國哥倫比亞廣播公司（CBS）首先使用「anchor」來描述報道新聞的人，亦即主播崗位的工作。當年，克朗凱特（Walter Cronkite）負責報道美國民主黨和美國共和黨全國代表大會的新聞，電視台首次以「anchorman」來形容他，來表揚和確立他為電視台所發揮的作用。
之後，美國其他電視台紛紛把在幕前報道新聞的新聞工作者，冠以「anchor」的名銜。

## 分類

### 电视新闻主播
一些電視台的綜合頻道，每天只有數節固定時間的新聞報道。主播只須在鏡頭前讀出十多段不同的新聞稿。這種崗位通常由資深或上鏡形象得宜的記者兼任，一些電視台會給予記者薪金以外的出鏡費。有人稱之為「播報員」，在日本尤其較多。香港免費綜合頻道的新聞報道就是這樣的模式。
源於美國以至西方的主播，較重視其個人風格，主播有時會參與撰寫新聞稿，遇上突發新聞例如要現場直播災難、示威遊行、慶典時，要自己即席旁述畫面，及與身在現場採訪的記者通話，並即時總結重要人士於現場直播期間的發言。主播猶如節目的主持人，事前要做不少準備功夫。當遇到重大新聞時，甚至會親自外出採訪。
主播亦會訪問嘉賓，包括政府官員、議員甚至總統等重要人士，討論觀眾感興趣的時事話題。在1990年代之後，台灣媒體開放、香港興起24小時收費新聞頻道，都使用美式的播報方式。

### 电视气象与体育主播
除了播報新聞的主播以外，有些媒體在播報氣象時會另由專責的主播播報，稱為氣象主播。氣象主播有兩大來源，其一是由政府及軍方的氣象預報機構或氣象公司（美國）的氣象預報員轉任，如臺灣的氣象權威任立渝，及更早期很有播報特色的國台雙聲林志冠。而香港天气报告则有如黄婉曼等；也有從新進的記者中挑選，藉播報氣象的機會加以磨練口條以在日後成為新聞主播。另外也有專門報導體育新聞或國際新聞的主播。

## 條件
- 熟悉新聞，以修正稿件錯誤
- 應變能力高，臨危不亂地應付突發情況
- 咬字清晰，讀音準確，以免誤導觀眾
- 不同的新聞使用適合的語氣表達
- 五官端正，形象健康，令人信服，令觀眾對電視台保持信心，維持公信力
- 能克服一星期7天24小時輪更工作，包括通宵和在假期時當值

## 象徵
觀眾每次收看新聞，最直接接觸的就是主播，皆因主播每次主持整個長達半小時或一小時的新聞報道或節目，因此主播代表了整個節目，甚至所屬的電視台。主播在形象上是否令人信服和有親和力，十分重要，是觀眾判斷電視台新聞質素好壞的其中一個最直接的指標。一些電視台會為主播提供服裝、化妝和髮型贊助，用於塑造專業形象。
一般觀眾容易因為主播在幕前講述新聞，便以為新聞製作，全是主播的功勞，而忽略了幕後人員的努力。然而，電視新聞的本質是團隊合作，環環相扣，任何崗位，如攝影、記者、剪接、編輯，缺一不可。

## 行業前景
主播離職後，有些會轉任評論員、節目主持人；一些主播會進入政治界擔任議員或官員，以及從商、從事公關行業等。少部份主播會轉型成藝人或幕後製作人。在澳紐兩地，天氣或體育主播就任前，有些曾是藝人或兒童節目主持人。

## 外部連結
- ABC当家主播詹宁斯谢幕 老牌主播时代过去？ (新華網2005年8月10日) （页面存档备份，存于）
- 沒穿金戴銀的明星 (明報2006年11月26日) （页面存档备份，存于）